# FA Community Shield 2025
Il FA Community Shield 2025 è stata la 103ª edizione della competizione e si è disputata il 10 agosto 2025 al Wembley Stadium di Londra.
A sfidarsi sono stati il Liverpool, detentore della Premier League 2024-2025, ed il Crystal Palace, vincitore della FA Cup 2024-2025.
L'incontro è stato vinto dal Crystal Palace per 3-2 ai tiri di rigore dopo il 2-2 dei tempi regolamentari, al primo successo nella competizione.

## Partecipanti
| Squadre        | Qualificazione                           | Partecipazioni precedenti (il grassetto indica la vittoria)                                                                                         |
| -------------- | ---------------------------------------- | --- |
| Liverpool      | Vincitore della Premier League 2024-2025 | 24 (1922, 1964, 1965, 1966, 1971, 1974, 1976, 1977, 1979, 1980, 1982, 1983, 1984, 1986, 1988, 1989, 1990, 1992, 2001, 2002, 2006, 2019, 2020, 2022) |
| Crystal Palace | Vincitore della FA Cup 2024-2025         | Nessuna |

## Tabellino
| Arbitro: | Chris Kavanagh (Manchester) |

|                              |                      |                                             |
| Mateta 17’ (rig.) Sarr 77’   | Marcatori            | 4’ Ekitike 21’ Frimpong                     |
| Mateta Eze Sarr Sosa Devenny | Tiri di rigore 3 – 2 | Salah Mac Allister Gakpo Elliott Szoboszlai |

| Crystal Palace | Liverpool |

| P               | 1  | Dean Henderson       |  |       |
| D               | 26 | Chris Richards       |  |       |
| D               | 5  | Maxence Lacroix      |  |       |
| D               | 6  | Marc Guéhi           |  | 90+4’ |
| C               | 2  | Daniel Muñoz         |  |       |
| C               | 20 | Adam Wharton         |  | 85’   |
| C               | 18 | Daichi Kamada        |  | 29’   |
| C               | 3  | Tyrick Mitchell      |  | 79’   |
| A               | 7  | Ismaïla Sarr         |  |       |
| A               | 10 | Eberechi Eze         |  |       |
| A               | 14 | Jean-Philippe Mateta |  |       |
| A disposizione: |    |                      |  |       |
| P               | 44 | Walter Benítez       |  |       |
| D               | 17 | Nathaniel Clyne      |  |       |
| D               | 24 | Borna Sosa           |  | 79’   |
| D               | 59 | Rio Cardines         |  |       |
| C               | 8  | Jefferson Lerma      |  | 85’   |
| C               | 19 | Will Hughes          |  | 29’   |
| C               | 55 | Justin Devenny       |  | 90+4’ |
| A               | 21 | Romain Esse          |  |       |
| A               | 22 | Odsonne Édouard      |  |       |
| Allenatore:     |    |                      |  |       |
| Oliver Glasner  |    |                      |  |       |

| P               | 1  | Alisson Becker       |     |     |
| D               | 30 | Jeremie Frimpong     |     |     |
| D               | 5  | Ibrahima Konaté      | 43’ |     |
| D               | 4  | Virgil van Dijk      |     |     |
| D               | 6  | Milos Kerkez         |     | 84’ |
| C               | 17 | Curtis Jones         |     | 71’ |
| C               | 8  | Dominik Szoboszlai   |     |     |
| C               | 11 | Mohamed Salah        | 87’ |     |
| C               | 7  | Florian Wirtz        | 44’ | 84’ |
| C               | 18 | Cody Gakpo           |     |     |
| A               | 22 | Hugo Ekitike         |     | 71’ |
| A disposizione: |    |                      |     |     |
| P               | 25 | Giorgi Mamardashvili |     |     |
| D               | 26 | Andrew Robertson     |     | 84’ |
| C               | 3  | Wataru Endo          |     | 71’ |
| C               | 10 | Alexis Mac Allister  |     | 71’ |
| C               | 19 | Harvey Elliott       |     | 84’ |
| C               | 42 | Trey Nyoni           |     |     |
| A               | 14 | Federico Chiesa      |     |     |
| A               | 50 | Ben Doak             |     |     |
| A               | 73 | Rio Ngumoha          |     |     |
| Allenatore:     |    |                      |     |     |
| Arne Slot       |    |                      |     |     |

| Assistenti arbitrali: James Mainwaring (Lancashire) Wade Smith (Manchester) Quarto ufficiale: Tony Harrington (Durham) Assistente di riserva: Akil Howson (Leicestershire e Rutland) VAR: Paul Tierney (Lancashire) Assistente al VAR: Nick Hopton (Derbyshire) | Regole dell'incontro - due tempi regolamentari da 45 minuti ciascuno; - tiri di rigore in caso di parità; inizialmente cinque per squadra, e a oltranza fino a spareggio in caso di ulteriore parità; - numero massimo di 20 giocatori per squadra a referto (11 in campo e 9 come potenziali sostituti); - sei sostituzioni permesse. |